# 한낮의 휴식

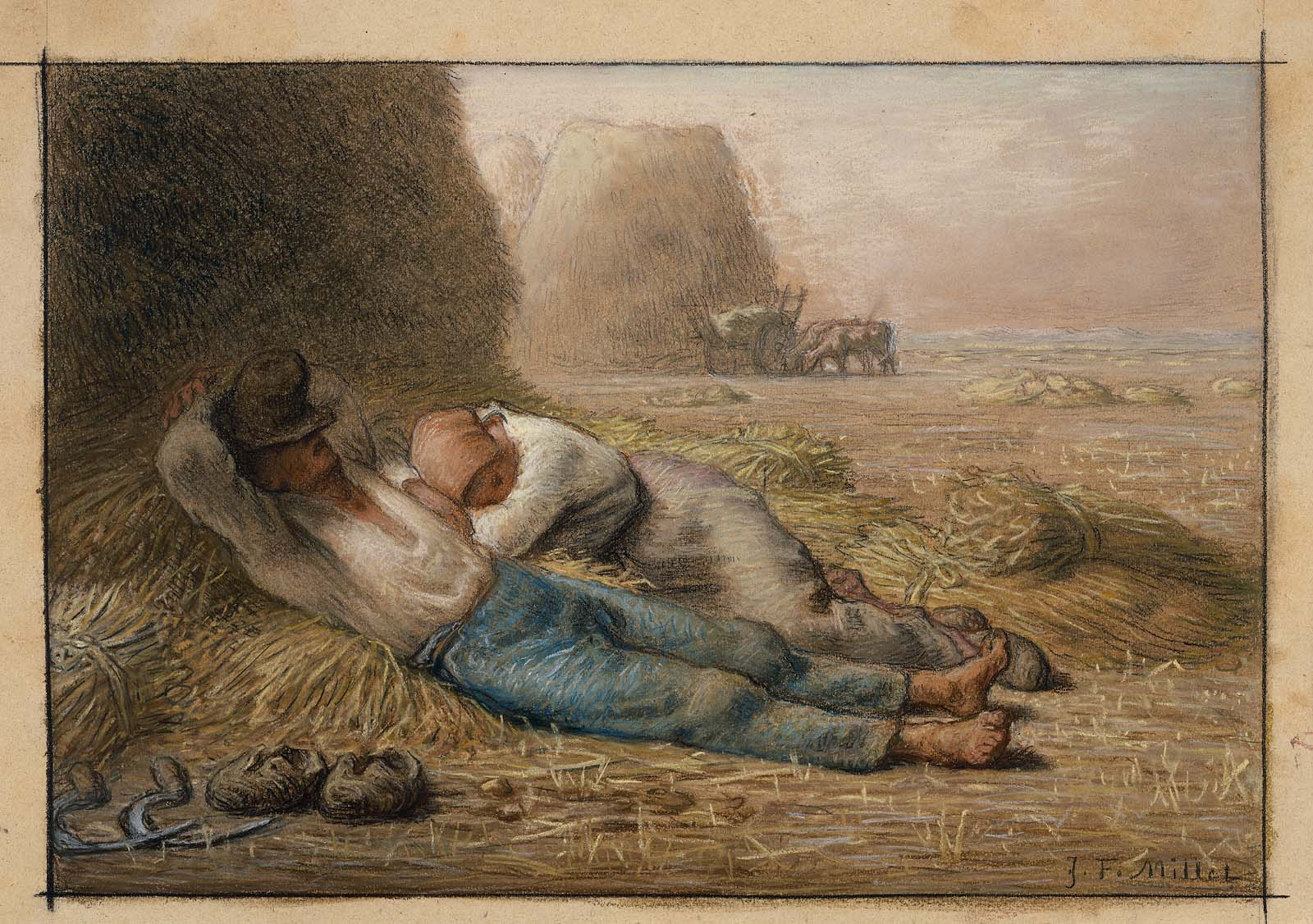

장프랑수아 밀레 (Jean-François Millet)의 한낮의 휴식 또는 낮잠 또는 정오의 휴식(La Méridienne)은 1866년 완성되었으며, 종이에 파스텔 작품으로   29.2×41.9cm이다.
보스턴미술관이 소장하고 있다.

## 같이 보기
- 고흐의 정오의 휴식